# 利茲教區
聖公會利茲教區（英語：Diocese of Leeds），又稱西約克郡暨約克郡谷地教區（Diocese of West Yorkshire and the Dales），是英格蘭教會約克教省下面的一個教區。成立於2014年4月20日，由原里彭暨利茲教區和布拉德福德教區與聖公會韋克菲爾德教區重組合併而成。
轄區包括原來三個教區的範圍，原來三個教區的座堂也都有同等地位，候任主教尼克·巴恩斯是布拉德福德的原主教。下分設三個副主教區、五個會吏長區，管理462個堂區。